# 技術ジャーナリズム
技術ジャーナリズム（英語: technology journalism）は、ジャーナリストがテクノロジー関連のテーマに焦点を当て、公開メディアを通じて普及させることを意図した、書面、視覚、オーディオ、マルチメディア資料を作成する活動またはその成果である。技術ジャーナリズムには、通信技術、人工知能、インターネット、ソーシャルメディア、情報技術産業、科学研究、ロボット工学、デジタル世界に関する法や政策など、幅広いトピックを扱うニュース、レポート、分析などのジャンルが含まれる。また、技術ジャーナリズムでは、テクノロジー分野における発明や技術製品についても報道・取材する。ニュース価値のある記事を作成するために、テクノロジー製品の開発者にインタビューを行い、その内容を分かりやすい概念にまとめて読者層に伝える。技術ジャーナリズムで一般的なジャンルの一つである製品レビューでは、ジャーナリストが特定のデバイスやアプリケーションを実際に試用し、自身の意見を表明することがあり、しばしばパーセンテージや5段階評価などのスコアが付される。